# Dickeya solani
Dickeya solani — вид бактерій з родини Pectobacteriaceae. Викликає чорну ніжку та м'яку гниль у посівах картоплі. Симптоми ураження часто неможливо відрізнити від симптомів, спричинених Pectobacterium, але він є більш вірулентним, спричиняючи захворювання через нижчі рівні інокулята та ефективніше поширюючись по рослині. Вперше захворювання було виявлено в Нідерландах у 2005 році.